# Pseudaphanostoma herringi
Pseudaphanostoma herringi är en plattmaskart som beskrevs av Hooge och Rocha 2006. Pseudaphanostoma herringi ingår i släktet Pseudaphanostoma och familjen Isodiametridae. Inga underarter finns listade i Catalogue of Life.